# Mania
|  | No s'ha de confondre amb Mània. |

Els pacients amb deliris de grandesa poden pensar erròniament que són molt més poderosos del que realment són (Megalomania).

La mania és una condició mèdica severa caracteritzada per un estat d'ànim i una energia extremadament elevats, i patrons de pensament anormals. Hi ha diverses causes possibles per a la mania, però se l'associa sovint amb el trastorn bipolar, on episodis de mania poden alternar-se cíclicament amb episodis de depressió clínica. Aquests cicles poden estar relacionats amb ritmes diürns i estressants ambientals. La mania varia segons la intensitat, des de mania moderada (coneguda com a hipomania) fins a mania severa amb característiques psicòtiques (al·lucinacións i deliris).
Els pacients maníacs poden haver de ser hospitalitzats per a protegir-los a ells mateixos i als altres. La mania i la hipomania també han estat relacionades amb la creativitat i el talent artístic.

## Símptomes
Els símptomes de la mania inclouen l'acceleració de la parla i el pensament, decreixement de la necessitat de dormir, hipersexualitat, eufòria, grandiositat i un interès més gran en activitats que persegueixen un objectiu. Les formes moderades de la mania, la hipomania, impedeixen poc o gens la persona que les pateix, però la majoria de la gent que sofreix hipomania prolongadament per un trastorn bipolar acaben desenvolupant mania completa.
Un dels símptomes de la mania són pensaments accelerats durant els quals la persona que els sofreix es distreu excessivament per estímuls poc importants. Aquesta experiència negativa porta a una incapacitat per a funcionar i una absència mental en què els pensaments maníacs absorbeixen totalment la persona, fent-la incapaç de percebre el pas del temps o d'adonar-se de res més que el patró neurològic dels pensaments.
Afegint-se a la disminució del desig de dormir, altres símptomes de la mania inclouen irritabilitat, mal humor o enuig, deliris, hipersensibilitat, hipersexualitat, hiperreligiositat, o hiperactivitat, i també idees i plans grandiosos. En la mania i en casos menys greus d'hipomania, la persona afligida pot ficar-se en assumptes fora de to com transaccions comercials qüestionables, activitats sexuals perilloses, malgastament de diners, interaccions socials anormals o discussions pujades de to atípiques en condicions prèvies. Aquests comportaments incrementen l'estrès en les relacions personals, els problemes a la feina i incrementa el risc de conflictes amb les autoritats, així com el risc de prendre part impulsivament en activitats potencialment perilloses per a un mateix i els altres.
Tot i que "un estat d'ànim severament elevat" pot sonar desitjable i divertit, l'experiència de la mania és sovint bastant displaent i de vegades angoixant; pot espantar la persona involucrada (i els que li són pròxims), i pot portar a comportaments impulsius que després es poden lamentar. També es pot complicar sovint per la falta de judici i introspecció de qui la pateix en els períodes d'exacerbació dels símptomes. Els maníacs són freqüentment grandiosos, obsessius, impulsius, irritables, bel·ligerants i solen negar que tinguin cap problema. A causa del fet que la mania sol portar molta energia i disminueix la percepció de la necessitat de dormir, al cap d'uns dies de cicle maníac, pot aparèixer psicosi per falta de son, complicant encara més la capacitat de pensar amb claredat. Els pensaments accelerats i les distorsions en la percepció porten a la frustració i disminueixen la capacitat de comunicar-se amb els altres.
Hi ha diferents "etapes" o "estats" de la mania. Per exemple, un estat menor comporta un increment de la creativitat, talent, comportament gregari i ambició. Però un estat més sever de la mania comporta una falta de judici, falta de capacitat per concentrar-se, i fins i tot psicosi. La víctima de la mania es pot sentir exultant; de tota manera, també es pot sentir irritable, frustrat, i pot experimentar sensació de pèrdua de la realitat.

## Tipus de manies
També es designa amb el terme de mania (sovint usat com a sufix) la malaltia mental que comporta obsessió excessiva amb un assumpte, fins a perdre el control de la pròpia vida. Aquestes manies comparteixen sovint els símptomes de la mania general, però es manifesten només amb l'aparició de l'agent que causa el trastorn. Algunes de les més comunes són:
- aritmomania
- cleptomania
- dipsomania (o alcoholisme)
- erotomania
- megalomania
- mitomania
- nimfomania
- piromania